# Matteo Negri (artista)
Matteo Negri (San Donato Milanese, 1982) è un artista italiano.

## Biografia
Comincia a lavorare come artista a Milano dall’inizio degli anni 2000.
La sua prima esposizione è nel 2004: Motor Power Engine, a cura di Marina Mojana.
Il lavoro artistico di Matteo Negri va in direzione di una ricerca relativa alle superfici, al colore e alle trasparenze, e alla loro percezione all’interno dello spazio: lavorando sia nell’ambito della scultura, sia su opere di natura bidimensionale, Matteo Negri ambisce a dare luogo a nuove percezioni dello spazio.
Per la realizzazione delle sue opere utilizza resine, vetro, carta colorata, fogli trasparenti, allumini e pellicole cangianti.
Un’opera di Matteo Negri è stata ospitata nel 2010 in Piazza Gae Aulenti a Milano. Matteo Negri è stato inoltre protagonista di diverse esposizioni personali in Italia, Francia ed Inghilterra. Le sue opere sono state acquisite da alcune grandi collezioni private italiane ed estere (vedi Collezione Bracco). Nel 2016, una sua opera è stata acquistata dal Fondo di Acquisizione Fondazione Fiera Milano “Giampiero Cantoni”, contestualmente alla manifestazione Miart. Una sua scultura è stata acquisita da Regione Lombardia, ed è esposta in maniera permanente nel Palazzo della Regione, a Milano.

## Mostre personali
- Antiretorica, a cura di Lorenzo Madaro, Galleria Monopoli, Milano: novembre 2019 – febbraio 2020
- RSVP, a cura di Patricia Chicheportiche, in collaborazione con Galerie 208 e FIPACO, presso Fipaco, Parigi, luglio - settembre 2019
- Greetings from Mars, a cura di Flaminio Gualdoni e Alberto Zanchetta, MAC Museo d’Arte Contemporanea di Lissone, marzo - aprile 2018
- Navigator Roma. “verrà se resisto a sbocciare non visto”, a cura di Laura Cherubini, Museo Carlo Bilotti Aranciera di Villa Borghese, Roma, aprile – giugno 2018
- Drop the dots, Axel Pairon Contemporary Art Gallery, Knokke, Belgium, agosto 2017
- Diciassette sculture a colori, a cura di Pietro Gaglianò, Ivan Quaroni, Milano, Lorenzelli Arte, marzo – aprile 2017
- Piano Piano, a cura di Alberto Fiz, con un intervento critico di Lorenzo Bruni, Genova, ABC-ARTE, novembre 2016 – febbraio 2017
- Splendida villa con giardino, viste incantevoli, a cura di Daniele Capra, con un intervento critico di Flaminio Gualdoni e Giuseppe Frangi, Novate Milanese, Casa Testori, maggio – ottobre 2016
- Multiplicity, a cura di Ivan Quaroni, Milano, Piazza Gae Aulenti, dicembre 2015
- Dis-moi une chose, a cura di Alberto Mattia Martini, Milano, Melzi Fine Art, maggio – giugno 2015
- Kamigami, Milano, Galleria Monopoli, febbraio – aprile 2015
- Il favoloso mondo di Teo!, a cura di Roberta Semeraro, Todi, Palazzo Morelli Fine Arts, dicembre 2013 – gennaio 2014
- Una cosa divertente che non rifarò mai più, a cura di Viana Conti, testo di Milovan Ferronato, Genova, ABC-ARTE, dicembre 2012 – giugno 2013
- Drop Me a Line, a cura di Giulio Cappellini, Bruxelles, Cappellini Showroom
- Super L’Ego, a cura di Patricia Chicheportiche, con un intervento critico di Mattia Zappile, Parigi, Galerie 208, marzo – aprile 2011
- L’Egoïsme, a cura di Patricia Chicheportiche, Parigi, Galerie 208, ottobre – novembre 2010
- L’Ego©, a cura di Ivan Quaroni, Milano, Fabbrica Eos, maggio – giugno 2009
- Ogni cosa era più antica dell’uomo e vibrava di mistero, a cura di Luca Doninelli, con un intervento critico di Simone Facchinetti, Bergamo, Oratorio di San Lupo, giugno – luglio 2008
- In Vitro, a cura di Ivan Quaroni, Sassuolo, Galleria Annovi, marzo – aprile 2007
- Piccolo Paesaggio, a cura di Giovanni Agosti, Milano, Galleria Obraz, febbraio – marzo 2006
- Motor Show, a cura di Giuseppe Frangi, con un intervento critico di Marina Mojana, Milano, Spazio Vita, maggio – giugno 2004
- Motor Power Engine, a cura di Marina Mojana, Milano, Officina Etnica, febbraio – marzo 2004

| Controllo di autorità | VIAF (EN) 20856513 · GND (DE) 132836297 |